# Liste der Wüstungen im Eifelkreis Bitburg-Prüm
Die Liste der Wüstungen im Eifelkreis Bitburg-Prüm benennt alle bekannten Wüstungen im heutigen Eifelkreis Bitburg-Prüm in Rheinland-Pfalz.

## Überblick
Die Liste umfasst insgesamt 68 Einträge über bekannte Wüstungen im Eifelkreis. Die Wüstungen lassen sich in verschiedene Arten unterteilen, gemäß der nachfolgenden Tabelle. Die Geokoordinaten sind zumeist ungefähre Beschreibungen der Lage, da vielfach heute keine Reste der Wüstungen mehr im Gelände sichtbar sind. Die Ersterwähnung sowie die Letzte Erwähnung sind in der Regel aus Urkunden sowie Steuerabgaben bezeugt. Wo diese nicht vorliegen, wurden die Wüstungen anhand von Funden und Untersuchungen ungefähr zeitlich eingeordnet. Die Anmerkungen in der untenstehenden Tabelle liefern weitergehende Informationen zur Wüstung. Oftmals haben ein ungünstiger Standort oder die Ausbreitung der Pest zur Aufgabe einer Ortschaft geführt.
| Art der Wüstung | Anzahl | Wüstungen |
| --------------- | ------ | --- |
| Dörfer          | 17     | Alt-Alsdorf, Alt-Bettingen, Altscheid (Brandscheid), Badelingen, Beifels, Bohler, Ewen (Bitburg), Gersdorf (Nattenheim), Hascheid, Huscheid (Roth bei Prüm), Kammerforst (Dudeldorf), Maspelt (Auw bei Prüm), Perschet, Reifler (Lierfeld), Rode (Ingendorf), Zilsdorf (Orsfeld), Wüstung bei Biesdorf                    |
| Weiler          | 12     | Auf dem Bommert, Auf dem Waas, Bauler Straße, Bei der weissen Geis, Beim Belgier, Beim Leinenweber, Friedrichsseif, Husterich, Koosbüscher Steinkaulen, Kuhkirchhof, Laarberg, Reitersdell |
| Gehöfte         | 18     | Anzelt, Baustert-Waldburg, Beifels, Bingsler Waas, Bolzenhof, Bornhof (Neuerburg), Böwerei, Eicherhof (Dudeldorf), Fleisbach (Wallendorf), Ginneberg, Grethenhof, Gut im Vogelsang, Mombach (Buchet), Mühlbach (Weinsheim), Neu Alf, Neuenhof (Ingendorf), Raeckert, Reiferscheid (Kyllburgweiler)                        |
| Mühlen          | 03     | Knappmühle, Mühle Holsthum, Ölmühle Lauperath |
| Burgen          | 02     | Beifels, Hinkelsburg |
| Kapellen        | 01     | Wallenbachkirche |
| Unbekannt       | 17     | Auerburg (Spangdahlem), Backerath, Dahlem (Holsthum), Eichelrath, Ellscheid (Gondenbrett), Ferndorf (Rittersdorf), Greverath (Obergeckler), Kalenborn (Koxhausen), Langenfeld (Gondenbrett), Olmscheider Furth, Petingen (Schankweiler), Reiflingen, Rodt (Mötsch), Romersbrett, Ruhr & Am Brühl, Spangerberg, Winardshof |

## Liste der Wüstungen im Eifelkreis Bitburg-Prüm
| Name                          | Art der Wüstung | Heutige Gemarkung(en)       | Geokoordinaten                  | Ersterwähnung | Letzte Erwähnung | Anmerkungen / Einzelnachweise |
| ----------------------------- | --------------- | --------------------------- | ------------------------------- | ------------- | ---------------- | --- |
| Alt-Alsdorf                   | Dorf            | Alsdorf                     | 49° 53′ 35,8″ N, 6° 27′ 37,2″ O | ca. 1500      | ca. 1700         | Im Bereich einer ehemaligen römischen Siedlung. |
| Alt-Bettingen                 | Dorf            | Bettingen                   | 49° 57′ 4,7″ N, 6° 25′ 7,2″ O   | 17.02.844     | 17. JHD.         | Im Zuge der Pest aufgegeben. Reste eines Kirchturms heute unter Denkmalschutz.                                                                      |
| Altscheid (Brandscheid)       | Dorf            | Brandscheid                 | 50° 13′ 14,3″ N, 6° 19′ 18″ O   | ca. 1750      | ca. 1850         | Flurname wurde 1810/1811 erwähnt. |
| Anzelt                        | Hof             | Wallersheim                 | 50° 11′ 2,1″ N, 6° 31′ 53,2″ O  | 1136          | ca. 1850         | 1576 und 1784 erneut erwähnt. |
| Auerburg (Spangdahlem)        | unbekannt       | Spangdahlem                 | 49° 58′ 17,6″ N, 6° 40′ 44,2″ O | ca. 1100      | ca. 1500         | [ 5 ] |
| Auf dem Bommert               | Weiler          | Daleiden                    | 50° 2′ 46,2″ N, 6° 11′ 38,4″ O  | unbekannt     | unbekannt        | 1843 von 11 Menschen bewohnt. |
| Auf dem Waas                  | Weiler          | Waldhof-Falkenstein         | 49° 58′ 31,8″ N, 6° 11′ 42,6″ O | unbekannt     | unbekannt        | Datierung um die Zeit 1887. |
| Backerath                     | unbekannt       | Geichlingen                 | 49° 56′ 42,9″ N, 6° 15′ 15,7″ O | ca. 1750      | ca. 1850         | Vermutete Wüstung. |
| Badelingen                    | Dorf            | Echternacherbrück           | 49° 48′ 56,6″ N, 6° 25′ 48,5″ O | 690           | 14. JHD.         | Ortschaft war dem Kloster Pfalzel zugehörig. |
| Bauler Straße                 | Weiler          | Bauler                      | 49° 58′ 40,8″ N, 6° 12′ 2,2″ O  | unbekannt     | unbekannt        | Datierung um die Zeit 1850. |
| Baustert-Waldburg             | Hof             | Utscheid                    | 49° 58′ 44″ N, 6° 21′ 9″ O      | unbekannt     | unbekannt        | Mittelalterliches und burgähnliches Anwesen. Besiedelung von 1758 bis 1797 nachgewiesen. Bewohnt durch den Adel; Verwandtschaft zu Schloss Kewenig. |
| Bei der weissen Geis          | Weiler          | Dahnen                      | 50° 5′ 39,6″ N, 6° 9′ 58″ O     | unbekannt     | unbekannt        | Datierung um die Zeit 1850. |
| Beifels                       | Dorf, Hof, Burg | Oberweiler und Niederweiler | 50° 5′ 39,6″ N, 6° 9′ 58″ O     | ca. 1100      | 1962             | Erwähnt 1382 mit 38 Familien. Hof Beifels 1962 abgebrannt. Zusätzlich kleine Spornburg, 1291 erbaut, im 16. JHD. zerstört.                          |
| Beim Belgier                  | Weiler          | Dahnen                      | 50° 6′ 8,1″ N, 6° 9′ 36,9″ O    | unbekannt     | unbekannt        | Datierung um die Zeit 1850. |
| Beim Leinenweber              | Weiler          | Dahnen                      | 50° 5′ 41,9″ N, 6° 9′ 53,3″ O   | unbekannt     | unbekannt        | Datierung um die Zeit 1850. |
| Binglser Waas                 | Hof             | Waldhof-Falkenstein         | 49° 57′ 55,5″ N, 6° 11′ 36,4″ O | unbekannt     | unbekannt        | Datierung um die Zeit 1850. |
| Bohler                        | Dorf            | Auw bei Prüm                | 50° 17′ 16,9″ N, 6° 20′ 25,3″ O | 1581          | ca. 1600         | [ 20 ] |
| Bolzenhof                     | Hof             | Hütterscheid                | 49° 59′ 44,4″ N, 6° 23′ 23,7″ O | unbekannt     | unbekannt        | In der Pestzeit ausgestorben. |
| Bornhof (Neuerburg)           | Hof             | Neuerburg                   | 50° 0′ 24,2″ N, 6° 16′ 58,7″ O  | unbekannt     | unbekannt        | Datierung um die Zeit 1850. |
| Böwerei                       | Hof             | Dasburg                     | 50° 3′ 12,2″ N, 6° 8′ 13,4″ O   | unbekannt     | unbekannt        | 1843 mit sieben Einwohnern in der Bürgermeisterei Dasburg erwähnt.                                                                                  |
| Dahlem (Holsthum)             | unbekannt       | Holsthum                    | 49° 53′ 12,3″ N, 6° 25′ 50,8″ O | ca. 1750      | ca. 1850         | Vermutete Wüstung. |
| Eichelrath                    | unbekannt       | Dackscheid                  | 50° 7′ 17,5″ N, 6° 23′ 27,3″ O  | ca. 1500      | ca. 1700         | Kleine Rodungssiedlung, 1570 erwähnt. |
| Eicherhof (Dudeldorf)         | Hof             | Dudeldorf                   | 49° 57′ 47,3″ N, 6° 38′ 47,9″ O | ca. 1750      | ca. 1850         | Standort des alten Eicherhofs bis zum Beginn des 20. JHD.                                                                                           |
| Ellscheid (Gondenbrett)       | unbekannt       | Gondenbrett                 | 50° 14′ 8,6″ N, 6° 23′ 20,6″ O  | ca. 1100      | ca. 1500         | [ 27 ] |
| Ewen (Bitburg)                | Dorf            | Bitburg                     | 49° 58′ 41,9″ N, 6° 32′ 50,6″ O | 962           | ca. 1648         | Nach dem Dreißigjährigen Krieg und den Folgen der Pest ausgestorben.                                                                                |
| Ferndorf (Rittersdorf)        | unbekannt       | Rittersdorf                 | 50° 0′ 47,8″ N, 6° 29′ 30,8″ O  | ca. 1750      | ca. 1850         | Vermutete Wüstung. |
| Fleisbach (Wallendorf)        | Hof             | Wallendorf                  | 49° 58′ 41,9″ N, 6° 32′ 50,6″ O | unbekannt     | unbekannt        | 1843 als Hütte mit fünf Einwohnern erwähnt. |
| Friedrichsseif                | Weiler          | Dahnen                      | 50° 5′ 20″ N, 6° 8′ 59″ O       | unbekannt     | unbekannt        | Datierung um die Zeit 1850. |
| Gersdorf (Nattenheim)         | Dorf            | Nattenheim                  | 50° 1′ 3,9″ N, 6° 29′ 48,6″ O   | unbekannt     | unbekannt        | Im 13. JHD. zur Wüstung geworden. 1935 Grabungen durchgeführt, Baukomplex von rund 200 m² entdeckt.                                                 |
| Ginneberg                     | Hof             | Schleid                     | 50° 3′ 32,3″ N, 6° 29′ 41,8″ O  | unbekannt     | unbekannt        | Datierung um die Zeit 1850. |
| Grethenhof                    | Hof             | Neuerburg                   | 50° 0′ 8,1″ N, 6° 16′ 58,6″ O   | unbekannt     | unbekannt        | Datierung um die Zeit 1850. |
| Greverath (Obergeckler)       | unbekannt       | Obergeckler                 | 49° 58′ 47,3″ N, 6° 17′ 10,8″ O | ca. 1100      | ca. 1500         | Mauerreste erhalten. |
| Gut im Vogelsang              | Hof             | Badem                       | 50° 0′ 55,5″ N, 6° 36′ 29,5″ O  | unbekannt     | unbekannt        | 1281 erwähnt. |
| Hascheid                      | Dorf            | Oberlascheid                | 50° 16′ 52,3″ N, 6° 19′ 59,9″ O | ca. 1500      | ca. 1700         | Aus wirtschaftlichen Gründen aufgegebene Siedlung. Zudem während der Pest ausgestorben.                                                             |
| Hinkelsburg                   | Burg            | Spangdahlem                 | 49° 58′ 28,6″ N, 6° 40′ 24,3″ O | ca. 1100      | ca. 1500         | Vermutete mittelalterliche Burganlage. |
| Huscheid (Roth bei Prüm)      | Dorf            | Roth bei Prüm               | 50° 17′ 27,8″ N, 6° 22′ 19,1″ O | ca. 1500      | ca. 1700         | Bestand aus fünf Hausstellen; vermutlich während der Pest ausgestorben. Letzte Bewohner siedelten nach Kobscheid und Schlausenbach um.              |
| Husterich                     | Weiler          | Reipeldingen                | 50° 5′ 27,2″ N, 6° 11′ 43,1″ O  | ca. 1500      | ca. 1700         | 1843 in der Bürgermeisterei Daleiden erwähnt und von 34 Menschen bewohnt.                                                                           |
| Kalenborn (Koxhausen)         | unbekannt       | Koxhausen                   | 50° 0′ 17,9″ N, 6° 15′ 30,9″ O  | unbekannt     | unbekannt        | Datierung um die Zeit 1850. |
| Kammerforst (Dudeldorf)       | Dorf            | Dudeldorf                   | 49° 57′ 43,3″ N, 6° 40′ 39,7″ O | unbekannt     | unbekannt        | Datierung um die Zeit 1803. |
| Knappmühle                    | Mühle           | Dahlem                      | 49° 55′ 26,1″ N, 6° 36′ 7,6″ O  | ca. 1750      | ca. 1870         | Mühlenanlage mit landwirtschaftlichem Betrieb. Nach 1870 verfallen.                                                                                 |
| Koosbüscher Steinkaulen       | Weiler          | Koosbüsch                   | 50° 0′ 37,7″ N, 6° 24′ 51,2″ O  | unbekannt     | unbekannt        | [ 45 ] |
| Kuhkirchhof                   | Weiler          | Daleiden                    | 50° 1′ 46,4″ N, 6° 10′ 48,6″ O  | unbekannt     | unbekannt        | 1843 in der Bürgermeisterei Daleiden erwähnt und von 21 Menschen bewohnt.                                                                           |
| Laarberg                      | Weiler          | Daleiden                    | 50° 4′ 27,2″ N, 6° 12′ 16,1″ O  | unbekannt     | unbekannt        | 1843 in der Bürgermeisterei Daleiden erwähnt und von 10 Menschen bewohnt.                                                                           |
| Langenfeld (Gondenbrett)      | unbekannt       | Gondenbrett                 | 50° 15′ 44,1″ N, 6° 24′ 42,2″ O | ca. 1100      | ca. 1500         | 1283 eine Person des Ortes erwähnt. |
| Maspelt (Auw bei Prüm)        | Dorf            | Auw bei Prüm                | 50° 18′ 45,5″ N, 6° 18′ 29,6″ O | unbekannt     | unbekannt        | 1704 als Ortschaft mit Gemarkung erwähnt. Letzte Steuerabgaben 1794.                                                                                |
| Mombach (Buchet)              | Hof             | Buchet                      | 50° 15′ 56,7″ N, 6° 19′ 34,8″ O | ca. 1500      | ca. 1700         | Vermutetes Schloss der Herren von Mombach. |
| Mühlbach (Weinsheim)          | Hof             | Weinsheim                   | 50° 14′ 31,8″ N, 6° 29′ 5,6″ O  | unbekannt     | unbekannt        | Datierung in die Zeit um 1893. |
| Mühle Holsthum                | Mühle           | Holsthum                    | 49° 53′ 38,4″ N, 6° 25′ 0,9″ O  | ca. 1750      | ca. 1850         | Ehemalige Mühle am Eschenbach; wegen Wassermangels an die Prüm verlegt. Staustufe erhalten.                                                         |
| Neu Alf                       | Hof             | Heilbach                    | 50° 2′ 58,5″ N, 6° 17′ 33,4″ O  | unbekannt     | unbekannt        | Datierung in die Zeit um 1850. |
| Neuenhof (Ingendorf)          | Hof             | Ingendorf                   | 49° 56′ 9,5″ N, 6° 25′ 52″ O    | unbekannt     | unbekannt        | Datierung in die Zeit um 1850. |
| Olmscheider Furth             | unbekannt       | Olmscheid                   | 50° 3′ 28,9″ N, 6° 13′ 21,6″ O  | unbekannt     | unbekannt        | [ 55 ] |
| Ölmühle Lauperath             | Mühle           | Lauperath                   | 50° 5′ 4,2″ N, 6° 21′ 36,8″ O   | ca. 1750      | ca. 1850         | Ehemalige Ölmühle an einem Seitenarm der Prüm. Im 19. JHD. aufgegeben.                                                                              |
| Perschet                      | Dorf            | Niederpierscheid            | 50° 4′ 0,9″ N, 6° 22′ 43″ O     | unbekannt     | unbekannt        | Vermutlich im 13./14. JHD. entstanden und in der Pestzeit ausgestorben.                                                                             |
| Petingen (Schankweiler)       | unbekannt       | Schankweiler                | 49° 54′ 19,3″ N, 6° 22′ 32,4″ O | unbekannt     | unbekannt        | 1617 erwähnt. |
| Raeckert                      | Hof             | Steinborn                   | 50° 4′ 18″ N, 6° 38′ 46,9″ O    | unbekannt     | unbekannt        | Datierung in die Zeit um 1850. |
| Reiferscheid (Kyllburgweiler) | Hof             | Kyllburgweiler              | 50° 3′ 58,9″ N, 6° 37′ 16,1″ O  | ca. 1780      | ca. 1850         | Ursprünglich Eigentum des Klosters Sankt Thomas; 1805 versteigert und 1824 erneut verkauft. Anschließend verfallen.                                 |
| Reifler (Lierfeld)            | Dorf            | Lierfeld                    | 50° 8′ 22,5″ N, 6° 22′ 7,3″ O   | ca. 1500      | ca. 1700         | Partielle Ortswüstung. Ortschaft lag zwischen Lierfeld und Matzerath.                                                                               |
| Reiflingen                    | unbekannt       | Spangdahlem                 | 49° 59′ 39,7″ N, 6° 40′ 32,9″ O | unbekannt     | unbekannt        | 1346 erwähnt; Funde weisen auf eine merowingerzeitliche Siedlung hin. Reiflinger Hof ist heute Wohnplatz von Spangdahlem.                           |
| Reitersdell                   | Weiler          | Waldhof-Falkenstein         | 49° 58′ 35,5″ N, 6° 11′ 34,6″ O | unbekannt     | unbekannt        | Datierung in die Zeit um 1850. |
| Rode (Ingendorf)              | Dorf            | Ingendorf                   | 49° 56′ 0,5″ N, 6° 26′ 22,4″ O  | ca. 1100      | ca. 1500         | 1352 erwähnt. |
| Rodt (Mötsch)                 | unbekannt       | Mötsch                      | 49° 57′ 58,3″ N, 6° 33′ 54″ O   | ca. 1750      | ca. 1850         | Vermutete Wüstung. |
| Romersbrett                   | unbekannt       | Roth bei Prüm               | 50° 19′ 16,1″ N, 6° 23′ 0,4″ O  | unbekannt     | unbekannt        | Um 800 erwähnt. |
| Ruhr & Am Brühl               | unbekannt       | Pickließem                  | 49° 59′ 36,5″ N, 6° 39′ 59,7″ O | ca. 1100      | ca. 1500         | [ 67 ] |
| Spangerberg                   | unbekannt       | Spangdahlem                 | 49° 58′ 21,8″ N, 6° 40′ 36,6″ O | ca. 1100      | ca. 1500         | [ 68 ] |
| Wallenbachkirche              | Kapelle         | Neuerburg                   | 50° 0′ 33,9″ N, 6° 17′ 4,6″ O   | ca. 1500      | ca. 1700         | Ehemalige Friedhofskapelle eines aufgrund der Pest außerhalb von Neuerburg angelegten Friedhofs. Während der Französischen Revolution zerstört.     |
| Winardshof                    | unbekannt       | Prüm                        | 50° 11′ 28,8″ N, 6° 22′ 59,6″ O | unbekannt     | unbekannt        | Siedlung ging am 23. Juni 720 als Schenkung an das Kloster Prüm.                                                                                    |
| Zilsdorf (Orsfeld)            | Dorf            | Orsfeld                     | 50° 1′ 20,8″ N, 6° 36′ 57″ O    | ca. 1500      | ca. 1700         | Vermutlich in der Pestzeit untergegangener Ort. |
| unbekannt                     | Dorf            | Biesdorf                    | 49° 52′ 36,9″ N, 6° 18′ 9,7″ O  | unbekannt     | unbekannt        | Reste einer mittelalterlichen Siedlung. Name unbekannt.                                                                                             |